# Angelis Charalambus
Angelis Charalambus (ur. 31 maja 1989 w Larnace) – cypryjski piłkarz występujący na pozycji obrońcy w Apollon Limassol.

## Kariera klubowa
Charalambus profesjonalną karierę rozpoczął w Anorthosis Famagusta, z którego latem 2010 roku trafił do szkockiego Motherwell F.C. Spędził w tym klubie rok, tylko raz pojawił się na boisku w meczu ligowym, po czym wrócił do rodzinnego kraju. W sezonie 2011-2012 był graczem Ermis Aradipu, a od lata 2012 roku reprezentuje barwy Apollonu Limassol.

## Kariera reprezentacyjna
W reprezentacji Cypru zadebiutował 29 lutego 2012 roku w towarzyskim meczu przeciwko Serbii. Na boisku pojawił się w 70 minucie meczu.
| Mecze i gole w reprezentacji | Mecze i gole w reprezentacji | Mecze i gole w reprezentacji | Mecze i gole w reprezentacji | Mecze i gole w reprezentacji | Mecze i gole w reprezentacji | Mecze i gole w reprezentacji |
| 2012                         | 2012                         | 2012                         | 2012                         | 2012                         | 2012                         | 2012                         |
| ---------------------------- | ---------------------------- | ---------------------------- | ---------------------------- | ---------------------------- | ---------------------------- | ---------------------------- |
| 1.                           | 29.02.2012                   | Larnaka, Cypr                | Serbia                       | 0:0                          | 0                            | towarzyski                   |
| 2.                           | 12.10.2012                   | Maribor, Słowenia            | Słowenia                     | 1:2                          | 0                            | El. MŚ 2014                  |
| 3.                           | 16.10.2012                   | Larnaka, Cypr                | Norwegia                     | 1:3                          | 0                            | El. MŚ 2014                  |
| 2013                         |                              |                              |                              |                              |                              |                              |
| 4.                           | 08.06.2013                   | Lancy, Szwajcaria            | Szwajcaria                   | 0:1                          | 0                            | El. MŚ 2014                  |

## Sukcesy
Apollon
- Puchar Cypru: 2013